# Euplexia calbum
Euplexia calbum är en fjärilsart som beskrevs av Turner 1943. Euplexia calbum ingår i släktet Euplexia och familjen nattflyn. Inga underarter finns listade i Catalogue of Life.